# Saiguède
Saiguède is een gemeente in het Franse departement Haute-Garonne (regio Occitanie) en telt 689 inwoners (2006). De plaats maakt deel uit van het arrondissement Muret.

## Geografie
De oppervlakte van Saiguède bedraagt 11,7 km², de bevolkingsdichtheid is 44,8 inwoners per km².
De onderstaande kaart toont de ligging van Saiguède met de belangrijkste infrastructuur en aangrenzende gemeenten.

## Demografie
Onderstaande figuur toont het verloop van het inwonertal (bron: INSEE-tellingen).